# 极体

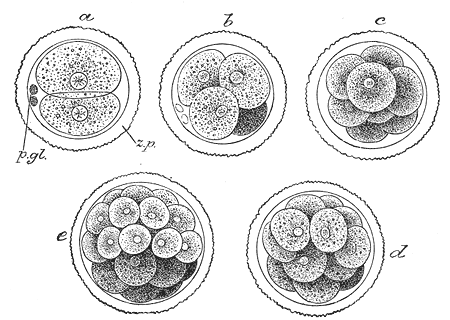
哺乳類胚胎分節的階段。z.p.為透明帶. p.gl為极体。a. 双细胞阶段 b. 四细胞阶段 c. 八細胞阶段 d, e. 桑葚胚

极体（polar body）是在卵子生成時和卵细胞同時生成的單倍體細胞，但極體一般無法受精。
當動物體內的多倍體细胞减数分裂要產生卵细胞時，其細胞質分裂多半將不會將細胞質平均分配。大部份的細胞質會分給卵细胞或次級卵母細胞，另一個較小的极体只會有一小部份的細胞質。極體多半會细胞凋亡，之後消失。不過有些極體會繼續存在，而且在生物體中有重要的影響。

## 醫學應用
極體切片是針對卵母细胞極體的切片檢查，之後可以進行分析，預測卵母细胞的活力以及懷孕可能性等，甚至根據基因預測受精卵發育成長後，個體未來的健康情形，後者也屬於一種胚胎著床前基因篩檢（PGS）。相較於囊胚切片（blastocyst biopsy），極體切片的費用較低、有害的副作用較小，在檢測異常的靈敏度更高。使用極體切片進行胚胎著床前基因篩檢的主要好處是此篩檢不需要受精卵成功受精，也不需要胚胎的正常發育，此篩檢不會對胎兒有破壞性的影響。其缺點是只能知道來自母親這一方的影響，

## 单性生殖
有些物種的极体會和卵子再結合，因此會發育成為胚胎，此胚胎的基因都來自母方，稱為单性生殖。